# Zhongxing Terralord
Le Zhongxing Terralord est un pick-up double cabine produit par la Hebei Zhongxing Automobile Co Ltd et commercialisé sous sa marque ZX Auto.

## Marchés africains
Le Zhongxing Terralord est exporté en pièces détachées vers plusieurs pays africains, où il est assemblé et rebadgé. Au Nigeria, il est ainsi commercialisé par IVM sous le nom de Granite ; au Ghana, par Kantanka sous le nom de Omama ; et en Côte d'Ivoire, par Kpandji sous le nom de Djetran.